# John Barnwell
John Barnwell (Newcastle upon Tyne, 24 dicembre 1938) è un ex calciatore e allenatore di calcio inglese, di ruolo centrocampista.

## Carriera

### Giocatore
Esordisce da professionista nel 1956, all'età di diciotto anni, con la maglia dell'Arsenal, club della prima divisione inglese. Rimane con i Gunners per otto stagioni consecutive, nelle quali i migliori risultati ottenuti dal club sono il terzo posto della First Division 1958-1959 ed il quinto della First Division 1956-1957, oltre a due eliminazioni ai quarti di finale di FA Cup; Barnwell gioca comunque con regolarità: totalizza infatti 138 presenze e 23 reti in prima divisione, categoria nella quale gioca anche dal 1964 al 1970 con la maglia del Nottingham Forest; qui, a livello di squadra la migliore stagione è la 1966-1967, che si conclude con un secondo posto in classifica in campionato e con l'eliminazione nella semifinale di FA Cup per mano del Tottenham futuro vincitore del trofeo. Barnwell nell'arco dei suoi sei anni di permanenza nel club (tra il 1964 ed il 1970) totalizza 180 partite e 22 gol in campionato. L'ultima stagione della sua carriera è la 1970-1971, e coincide anche con l'unica non disputata nella prima divisione inglese: con 2 reti in 9 presenze contribuisce infatti al secondo posto in classifica dello Sheffield Utd nel campionato di Second Division, che vale ai Blades la promozione.

### Allenatore
Inizia la carriera da allenatore facendo per cinque stagioni (dal 1972 al 1977) il vice di Noel Cantwell al Peterborough Utd, fra quarta e terza divisione inglese; nel 1977, all'addio di Cantwell, diventa a tutti gli effetti allenatore della squadra, incarico che ricoprirà per la stagione 1977-1978, al termine della quale lascia la squadra per diventare il nuovo allenatore del Wolverhampton, club di prima divisione.
Nella sua prima stagione con i Wolves conquista la salvezza e raggiunge la semifinale di FA Cup, persa contro l'Arsenal futuro vincitore del trofeo; l'anno seguente termina il campionato al sesto posto in classifica, piazzamento che vale al club la qualificazione alla Coppa UEFA 1980-1981, alla quale avrebbe peraltro comunque partecipato grazie alla vittoria della Coppa di Lega. Nella stagione 1980-1981 oltre a raggiungere la seconda semifinale di FA Cup in tre stagioni, riesce nuovamente ad evitare la retrocessione; il cammino in Coppa UEFA dura invece un solo turno, dal momento che il club inglese viene eliminato già nei trentaduesimi di finale dagli olandesi del PSV, con un complessivo 3-2 fra andata e ritorno. La stagione 1981-1982 inizia in modo negativo, e Barnwell nel gennaio del 1982 si dimette (la squadra alla fine terminerà il campionato con una retrocessione, la prima di quattro nell'arco del quinquennio tra il 1982 ed il 1987, intervallate da una promozione nella stagione 1982-1983).
Nel 1983 l'allenatore inglese si trasferisce in Grecia, all'AEK Atene; a seguito dei risultati ottenuti (settimo posto in campionato, eliminazione agli ottavi di finale di Coppa di Grecia ed eliminazione ai sedicesimi di finale di Coppa delle Coppe) non viene tuttavia riconfermato; si tratta della sua ultima esperienza ad alti livelli: nel successivo decennio avrà infatti tre brevi parentesi in altrettanti club, tutti nelle serie minori inglesi, nessuna delle quali dura più di una stagione.

## Palmarès

### Allenatore

#### Competizioni nazionali
- Coppa di Lega inglese: 1

Wolverhampton: 1979-1980